# Mimallo neoamilia
Mimallo neoamilia is een vlinder uit de familie van de Mimallonidae. De wetenschappelijke naam van de soort is voor het eerst geldig gepubliceerd in 1951 door Pearson.